# Hvis det nu var her
Hvis det nu var her er en dansk dokumentarfilm fra 1955, der er instrueret af Svend Aage Lorentz.

## Handling
Dokumentarfilm om hungersnød i Afrika. Optagelser af meget udhungrede børn, der tilses af dansk læge.